# Peter von Cornelius

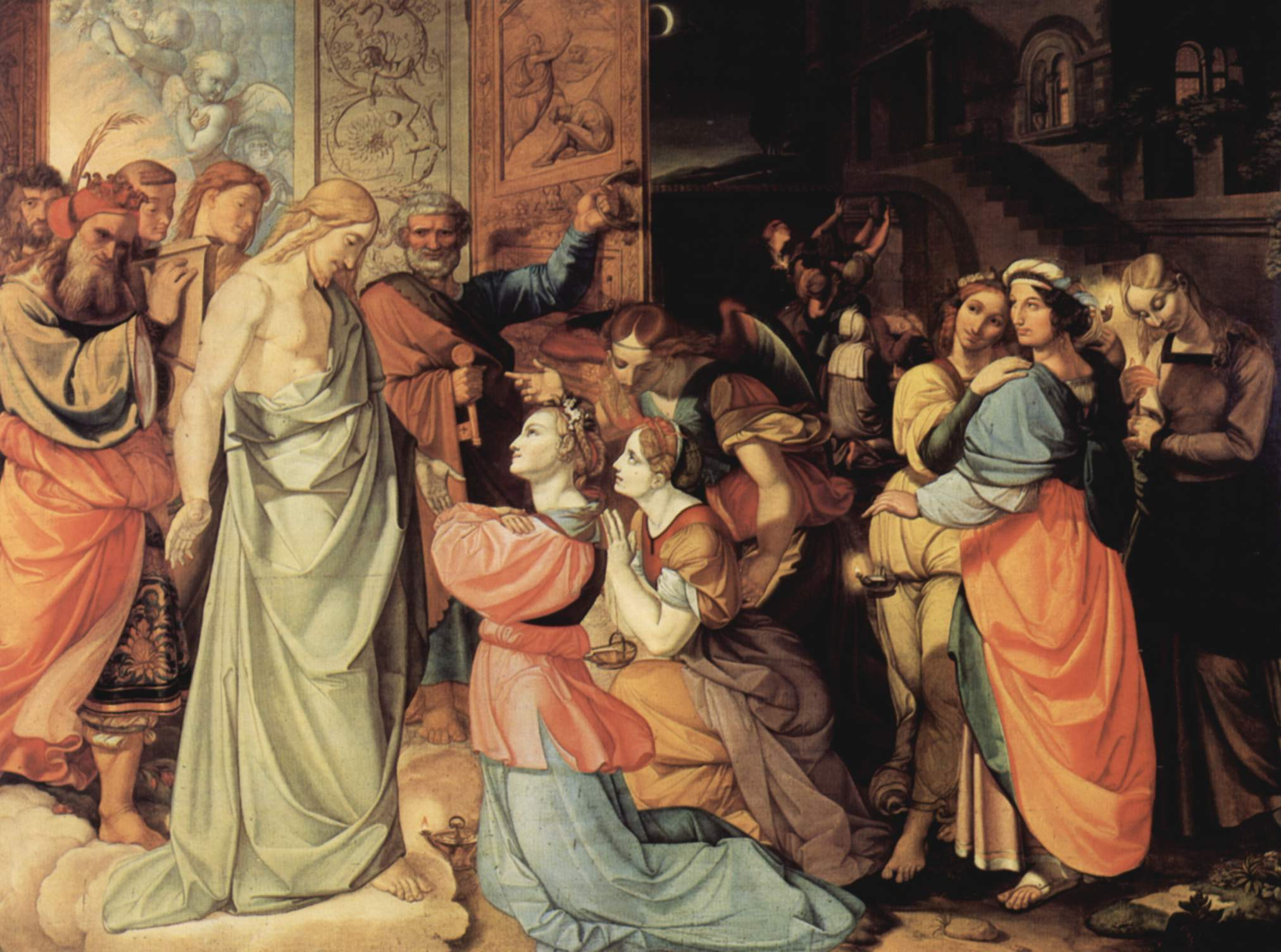
Jesu liknelse "De tio brudtärnorna", 1813.

Peter von Cornelius, född 23 september 1783 i Düsseldorf, Tyskland, död 6 mars 1867 i Berlin, var en tysk målare. Han var kusin till kompositören Peter Cornelius far.
von Cornelius har betraktats som "Den tyska monumentalismens grundare". Cornelius studerade vid akademin i sin födelsestad, och hade sina första framgångar med 12 av det gammaltyska träsnittet inspirerade teckningar till Goethes Faust. I Rom, dit han kom 1811, blev han medlem av nasarenerna och utförde tillsammans med dem en rad fresker i Casa Bartholdy (Palazzo Zuccari). År 1819 återvände von Cornelius till Tyskland. Bayerns kronprins, Ludvig II av Bayern, hade fått honom intresserad för sina konstplaner i München, vilka för von Cornelius del främst gällde utsmyckandet av glyptoteket med framställningar ur den grekiska hjältesagan. Dessa fresker utfördes dock av von Cornelius lärjungar efter teckningar av konstnären. Från 1825 var han ledare för konstakademin i München. Von Cornelius främsta arbete i staden blev freskerna i Ludvigskyrkan. Av dessa målade konstnären själv korväggens stora komposition, Den yttersta domen. Konstverket blev ej till Ludvig II:s belåtenhet, och i missnöje nedlade von Cornelius sin befattning i München, och följde 1841 en kallelse av Fredrik Vilhelm IV av Preussen till Berlin. För en projekterad Campo-santo-byggnad arbetade han här från 1843 med utkast till fresker.